# NGC 7249
NGC 7249 (również PGC 68606) – galaktyka soczewkowata (S0), znajdująca się w gwiazdozbiorze Żurawia. Odkrył ją John Herschel 4 października 1834 roku.